# Bardhan-Sengupta-Synthese
Die Bardhan-Sengupta-Synthese ist eine Namensreaktion aus dem Bereich der  Organischen Chemie. Die Reaktion wurden nach dem Chemiker Jogendra Chandra Bardhan (1896–1964) aus dem heutigen Bangladesch und seinem damaligen Doktoranden Suresh Chandra Sengupta benannt und ermöglicht die Synthese von Phenanthren aus einem Alkohol.

## Übersichtsreaktion
Die Phenanthren-Synthese läuft dabei nach folgendem Schema ab:
Mit Phosphorpentoxid kann aus einem Alkohol, via Cyclisierung und anschließender Dehydrierung mittels Selen, das voll aromatisierte Phenanthren hergestellt werden.

## Reaktionsmechanismus
Der nachfolgend präsentierte Reaktionsmechanismus wird in der Literatur beschrieben, ist wissenschaftlich aber noch nicht vollständig belegt:
Durch Protonierung (z. B. mit Phosphorsäure), oder durch Phosphorylierung mit Phosphorpentoxid des Alkohols (1), entsteht unter abspaltung von Wasser das Carbokation (2). Mittels  elektrophiler aromatischer Substitution kommt es zum Ringschluss (3) und damit verbunden zu einer Deprotonierung (4). Durch Zugabe von Selen bei hohen Temperaturen kommt es schließlich zur mehrfachen Dehydrierung, wodurch das voll aromatisierte Phenanthren (5) entsteht.
Aufgrund der toxischen Wirkung von Selen, werden heute andere Stoffe zur Dehydrierung von Verbindung 4 eingesetzt. Mögliche Beispiele sind Platin, Palladium, Nickel oder Schwefel.